# Câble catégorie 5
 (octobre 2016).
Si vous disposez d'ouvrages ou d'articles de référence ou si vous connaissez des sites web de qualité traitant du thème abordé ici, merci de compléter l'article en donnant les références utiles à sa vérifiabilité et en les liant à la section « Notes et références ».
Pour les articles homonymes, voir Câble et Cat.

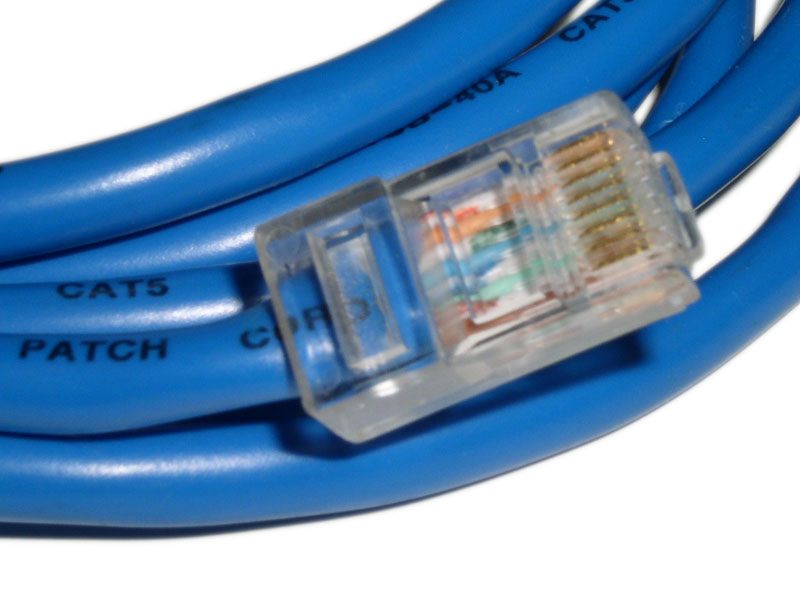
Câble Cat 5 équipé de connecteurs RJ45.

Le câble catégorie 5 (ou Cat 5) sert de moyen de liaison pour la transmission de données à des débits allant de 10 à 100 Mbit/s (Fast Ethernet) et 1 000 Mbit/s pour sa variante Cat 5e (Gigabit Ethernet). Il est largement employé dans le câblage de réseaux informatiques utilisant à la fois une topologie en étoile et la technologie Ethernet.

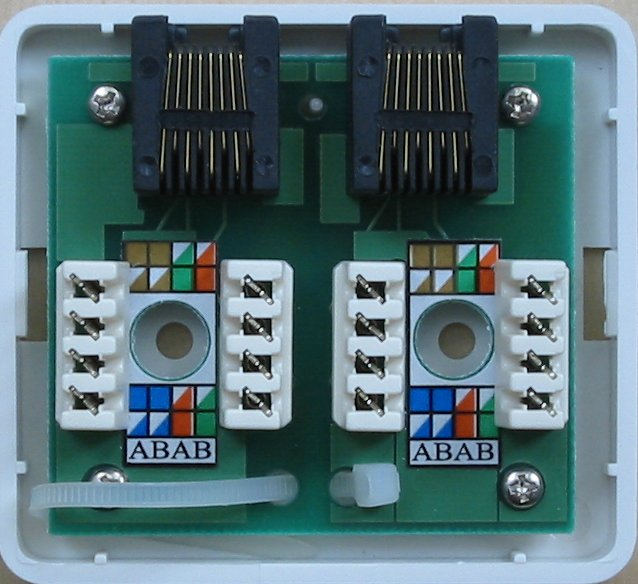
Prise murale permettant une connexion avec du câble Cat 5 ou Cat 5e.

## Normalisation
La catégorie 5 est composée de quatre types de câbles à quatre paires torsadées :
- Le câble U/UTP d'impédance 100 ohms (le plus utilisé et le moins cher), il n'est pas blindé ;
- Le câble F/UTP d'impédance 100 ohms et écranté, il est constitué d'un feuillard d'aluminium enroulant les quatre paires torsadées protégées par une gaine externe ;
- Le câble U/FTP, chaque paire torsadée est individuellement blindée par une tresse étamée ;
- Le câble S/FTP, chaque paire torsadée est individuellement blindée par une tresse étamée en plus d'une seconde tresse externe qui blinde les quatre paires. Ce câble assure une protection maximale contre les interférences.

Ces types de câblage ont été définis à l'origine par la norme américaine ANSI/EIA/TIA-568. Compte tenu de l'essor, dans le monde entier, des réseaux de communication basés sur le protocole IP (Internet) et parallèlement au développement des liaisons de type Ethernet, d'autres normes sont apparues et une harmonisation entre celles-ci devint nécessaire.
Le tableau ci-dessous est une présentation simplifiée de la correspondance des normes relatives au câblage catégorie 5.
|                                    | Normes européennes | USA                  | ISO                |
| ---------------------------------- | ------------------ | -------------------- | ------------------ |
| UTP                                | EN 50441-1         | ANSI/EIA/TIA-568-B.1 | ISO/IEC 11801:2002 |
| FTP                                | EN 50441-2         | --                   | --                 |
| Performance à 100 MHz (UTP et FTP) | EN 50173-1         | --                   | --                 |

## Couleurs des paires torsadées

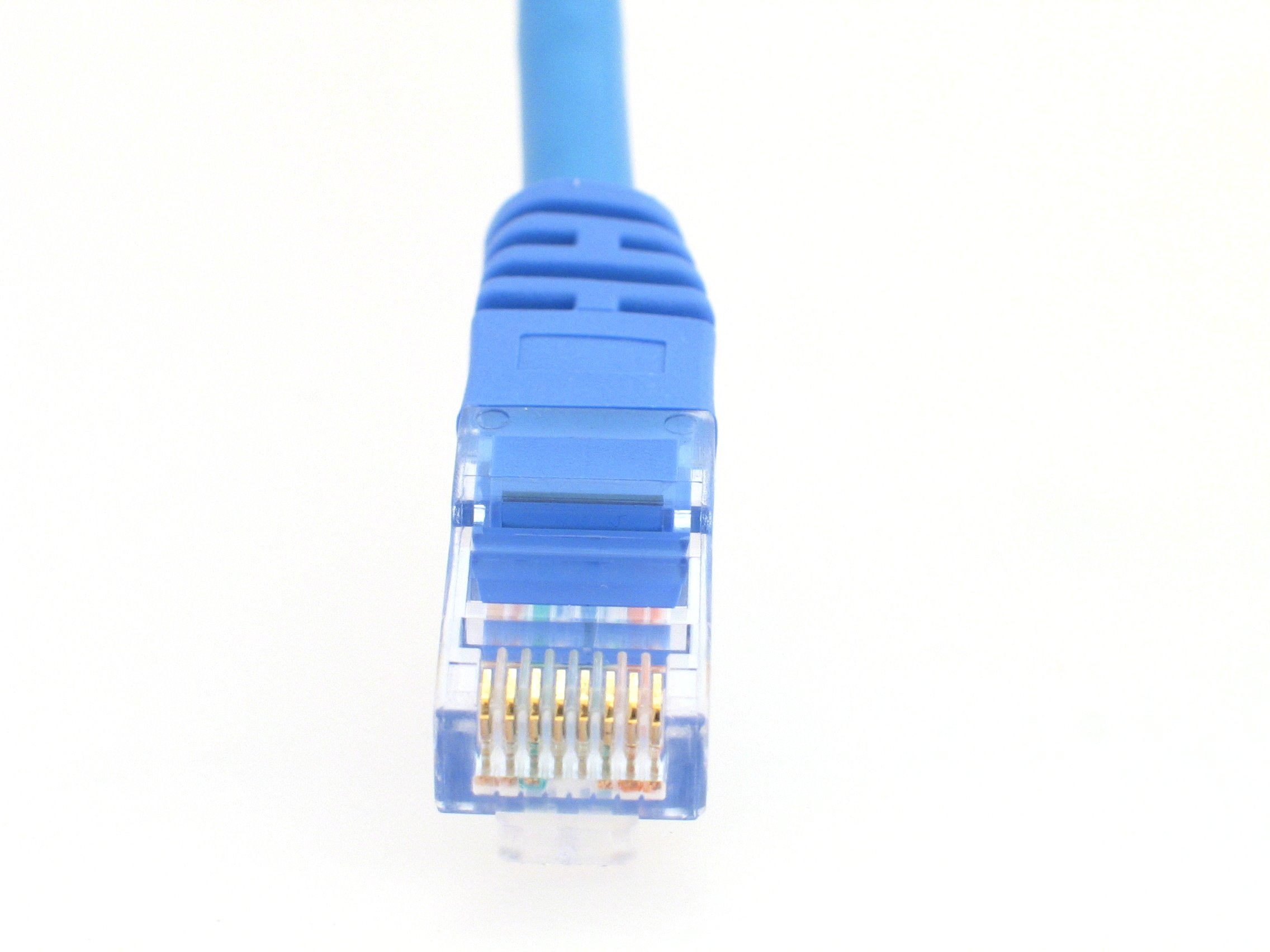
Connecteurs RJ45 servant à la connexion des réseaux informatiques.

| Paire n° | Couleur                |
| -------- | ---------------------- |
| 1        | Bleu et blanc/bleu     |
| 2        | Orange et blanc/orange |
| 3        | Vert et blanc/vert     |
| 4        | Brun et blanc/brun     |

## Comparaison entre catégorie 5 et 5e
Les exigences de l'amélioration du niveau de performance et de qualité ont nécessité de
revoir le câblage catégorie 5 avec des caractéristiques plus serrées. La catégorie 5e répond
à celles-ci avec toutefois des limitations consignées dans le tableau de comparaison suivant :
|           | Catégorie 5 ou Cat 5 | Catégorie 5e ou Cat 5e |
| --------- | -------------------- | ---------------------- |
| Fréquence | < 100 MHz            | < 155 MHz              |
| Débit     | < 100 Mbit/s         | < 1000 Mbit/s          |
| Longueur  | 100 m                | 100 m                  |

Les différences de caractéristiques portent sur les mesures (Channel) suivantes :
| Mesures(1)                       | Catégorie 5 | Catégorie 5e |
| -------------------------------- | ----------- | ------------ |
| Paradiaphonie (Next)             | 27,1 dB     | 30,1 dB      |
| Télédiaphonie compensée (Elfext) | 17 dB       | 17,4 dB      |
| Perte en retour (Return loss)    | 8 dB        | 10 dB        |
| Affaiblissement                  | 24 dB/90 m  | 24 dB/90 m   |

(1) Publiées dans la norme EIA/TIA-568-B.1

## Domaines d'application
Catégorie 5Ethernet 10BASE-T et 100BASE-T, Token Ring 4-16 Mbit/s.
Catégorie 5eEthernet 100BASE-TX, 1000BASE-T, et 2.5GBASE-T.